# Lopaphus longicollis
Lopaphus longicollis is een wandelende tak uit de familie Lonchodidae. De wetenschappelijke naam van deze soort is voor het eerst voorgesteld als Aruanoidea longicollis door Josef Redtenbacher in een publicatie uit 1908.
De soort komt voor op Sumatra en Java.